# Ludovico Mazzanti
Ludovico Mazzanti, né le 5 décembre 1686 à Rome et mort le 29 août 1775 à Viterbe, est un peintre italien.

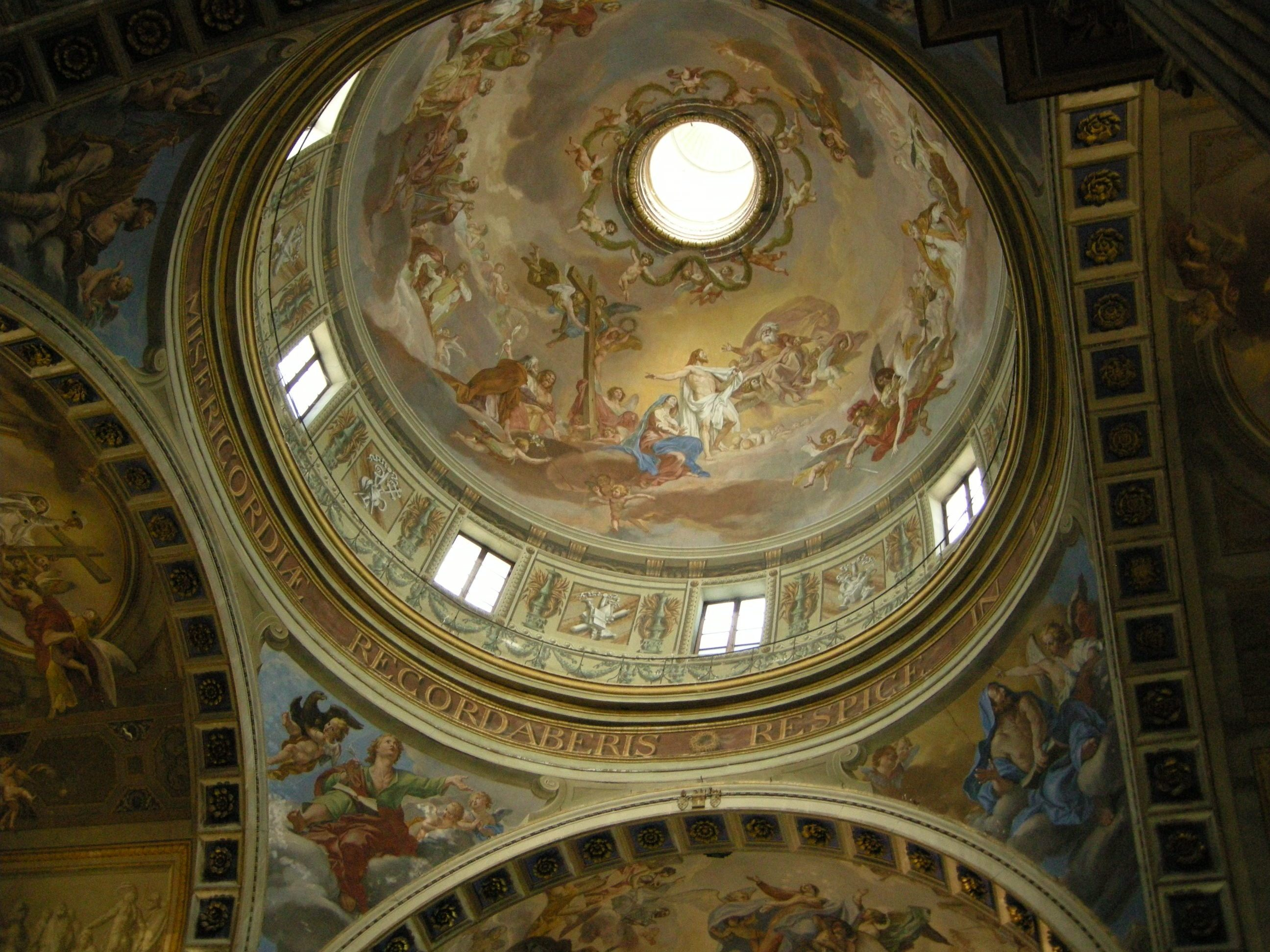
Coupole de la Cathédrale de Città di Castello.

## Biographie
Ludovico Mazzanti naît dans une famille de la petite noblesse et passe son enfance à Orvieto. Vers l'âge de quinze ans, il s'installe à Rome pour étudier la peinture et il entre à l'atelier du peintre génois Giovan Battista Gaulli dit Baciccio.
L'un de ses premiers travaux est le projet pour la mosaïque supérieure du portail central de la façade de la cathédrale d'Orvieto.
Il se lance ensuite dans une carrière où il réalise de nombreux tableaux et des fresques pour des églises de Rome ; il est l'auteur en particulier des fresques de la chapelle de l'Assomption de l'église Saint-Ignace de Rome et celles du palazzo Vidoni Caffarelli et des tableaux de la chapelle Saint-Stanislas-Kostka de l'église Saint-André du Quirinal.
Mazzanti s'installe ensuite à Naples où il demeure de 1733 à 1740, réalisant un cycle de fresques mariales pour l'abside de l'église de la Nunziatella et des fresques pour l'église des Girolamini (1736).
Il déménage ensuite à Avellino pour travailler à l'abbaye territoriale de Montevergine.
En Ombrie et surtout à Città di Castello, il peint les fresques de la coupole de la cathédrale, qui furent malheureusement détruites par le tremblement de terre du 12 janvier 1789 et qui endommagea gravement la cathédrale.
Il peint aussi dans cette même ville plusieurs tableaux, dont deux tableaux d'autel pour le monastère des Murate.
Il voyage aussi dans les Marches où il séjourne à Lorette et Osimo, passe par l’Ombrie et prolonge jusqu'en Toscane.
Une toile de grandes dimensions de sa main est présente dans l'église Santa Maria al Pignone de Florence et une fresque de L'Assomption de Marie au Ciel se trouve dans l'abside de la cathédrale de Sutri.
Il reçoit parallèlement des commandes de l'étranger; des tableaux ont été envoyés en Pologne et à Paris.

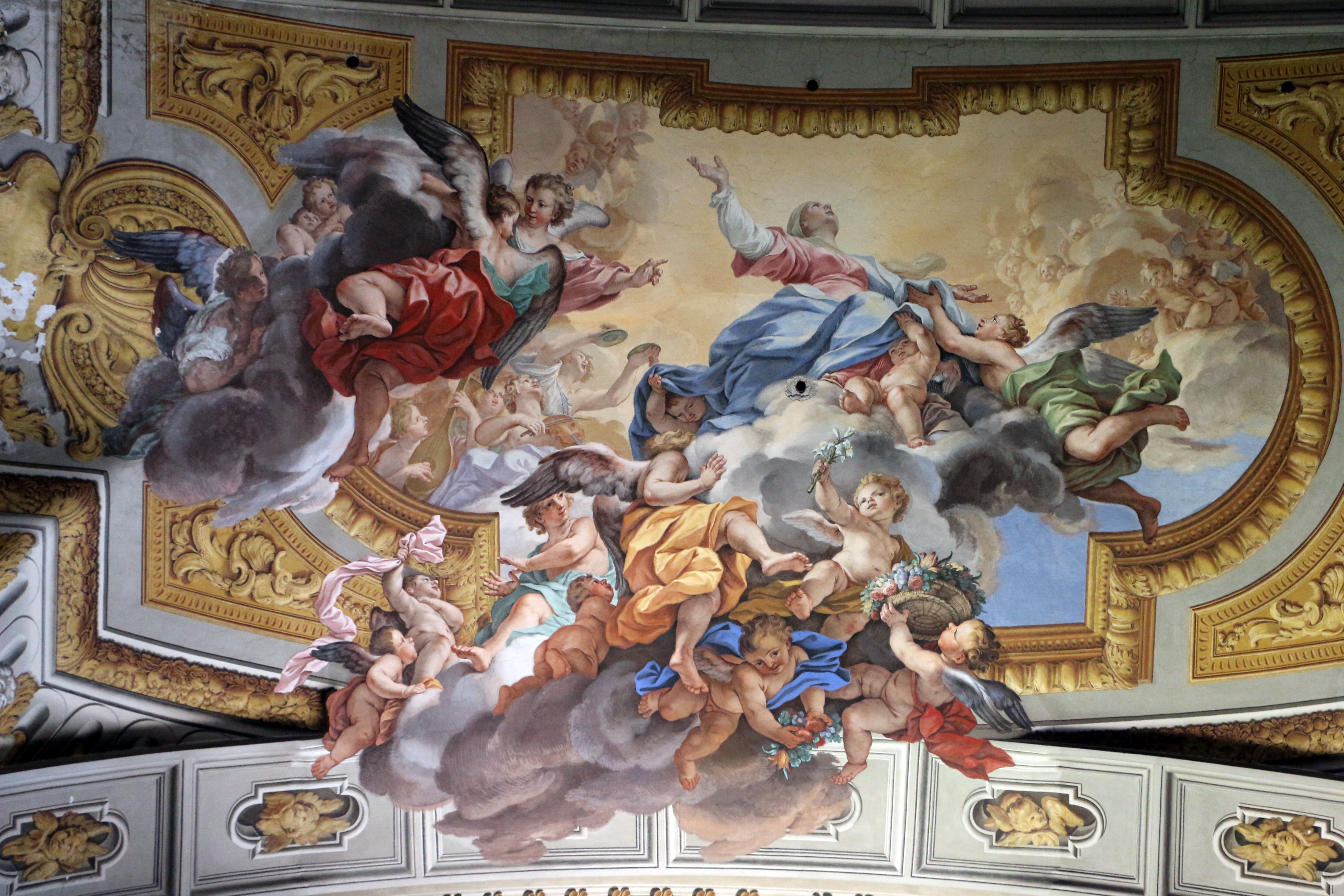
Assomption de Marie, Cathédrale de Sutri.

Quelques années plus tard, il peint l’Immaculée Conception avec les Saint Pierre et saint Calixte pour le maître-autel de l’église paroissiale de Civitella d'Agliano, résultat de la phase plus classique de sa production tardive, qui se rattache à l’Immaculée Conception avec les saints Gaetano et Giovanni in San Filippo Neri à Ancône dans les Marches (Lo Bianco). (.../...)

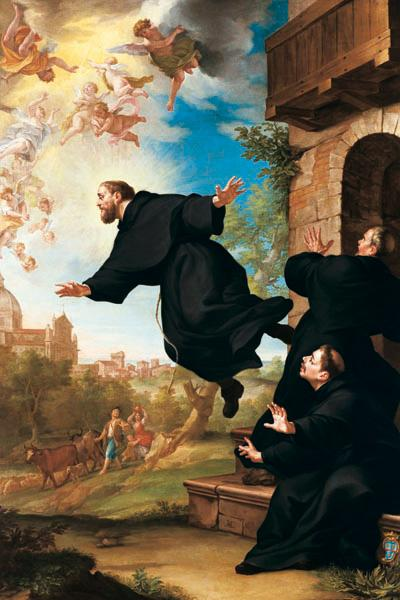
Saint Joseph de Copertino en lévitation à la vue de la Sainte Maison de Lorette, église Saint-Joseph-de-Copertino d'Osimo.
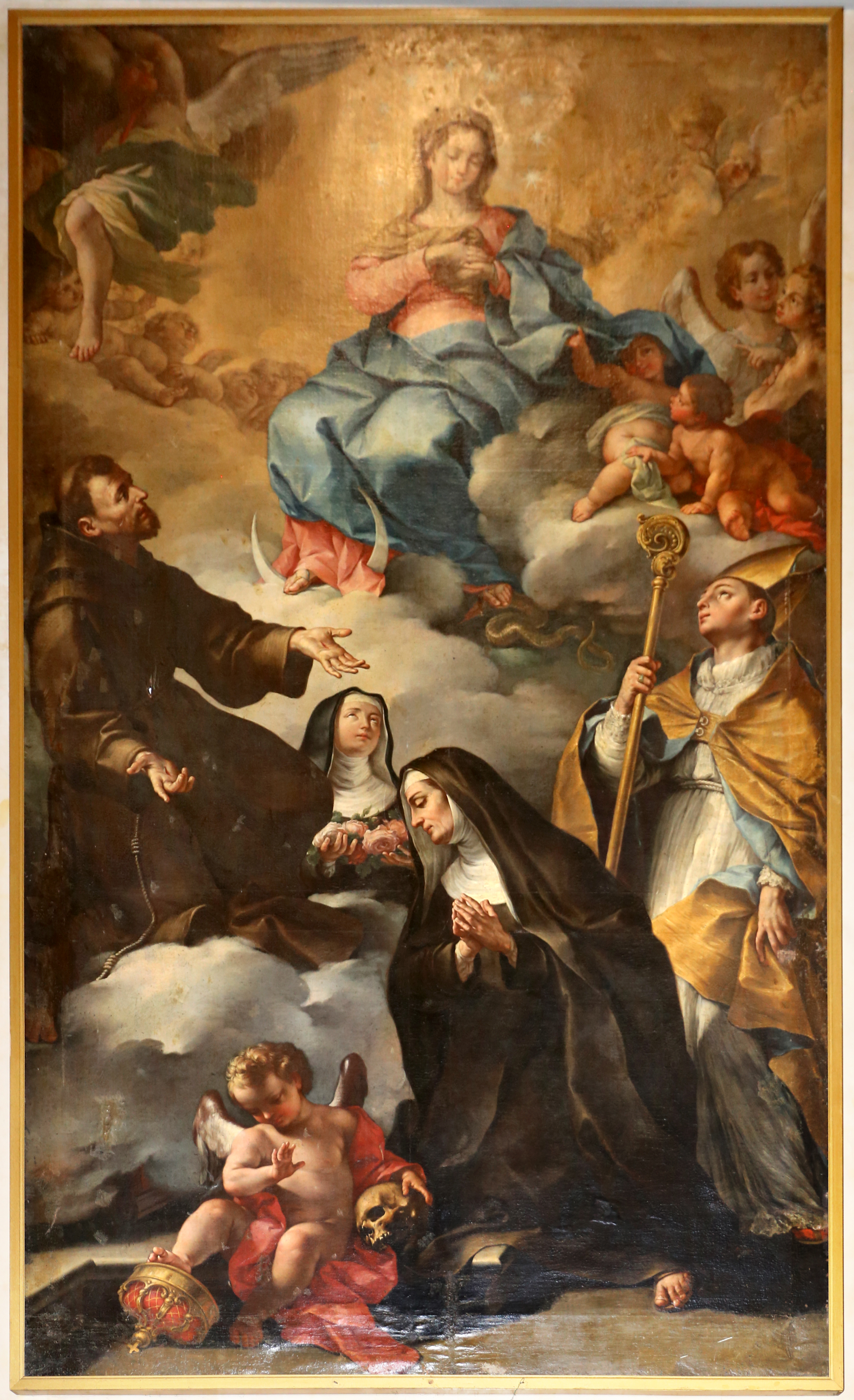
Immaculée conception et quatre saints, 1746
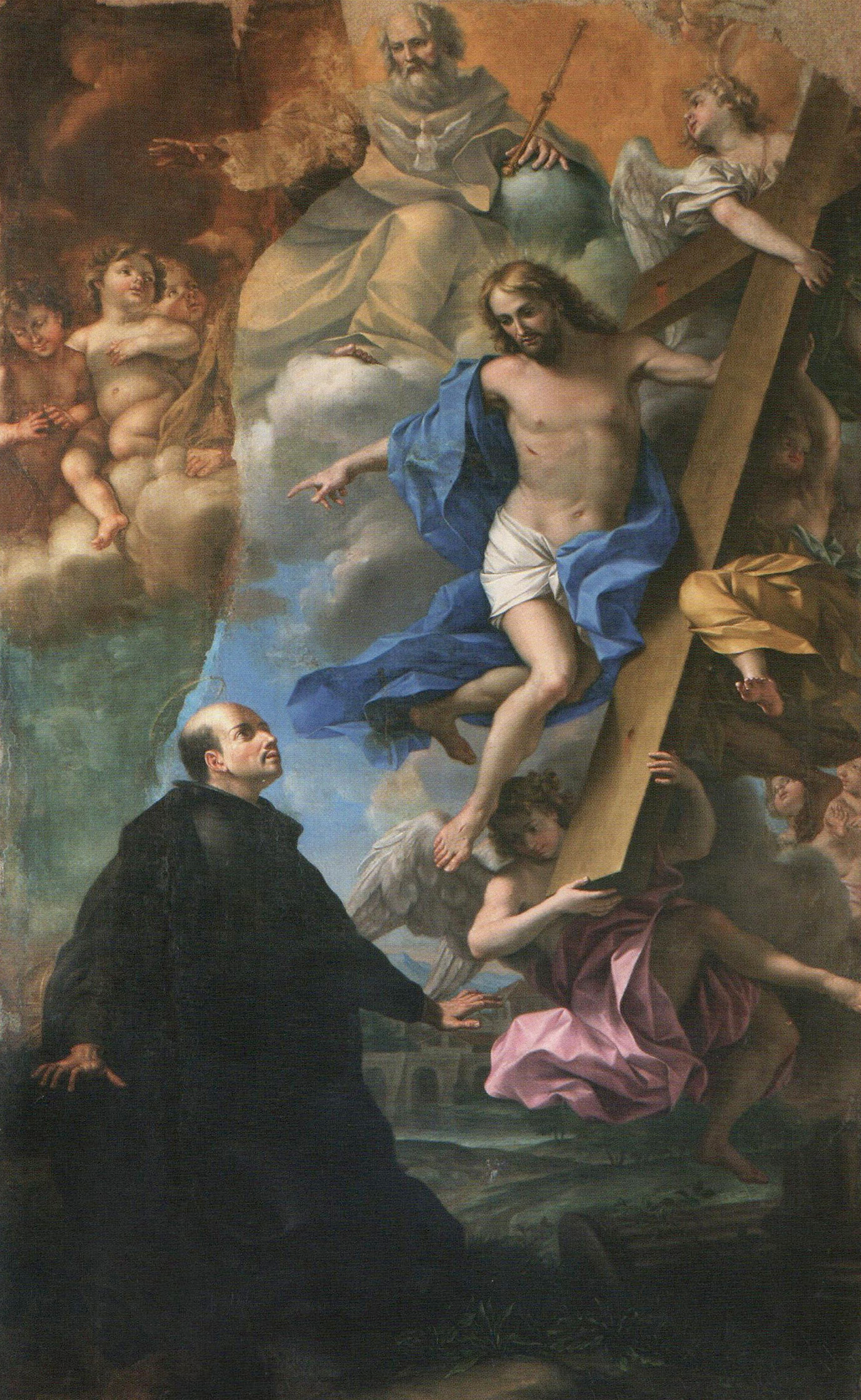
La Vision de sainte Ignace, env.1750, église san Michele, Vibo Valentia en Calabre.
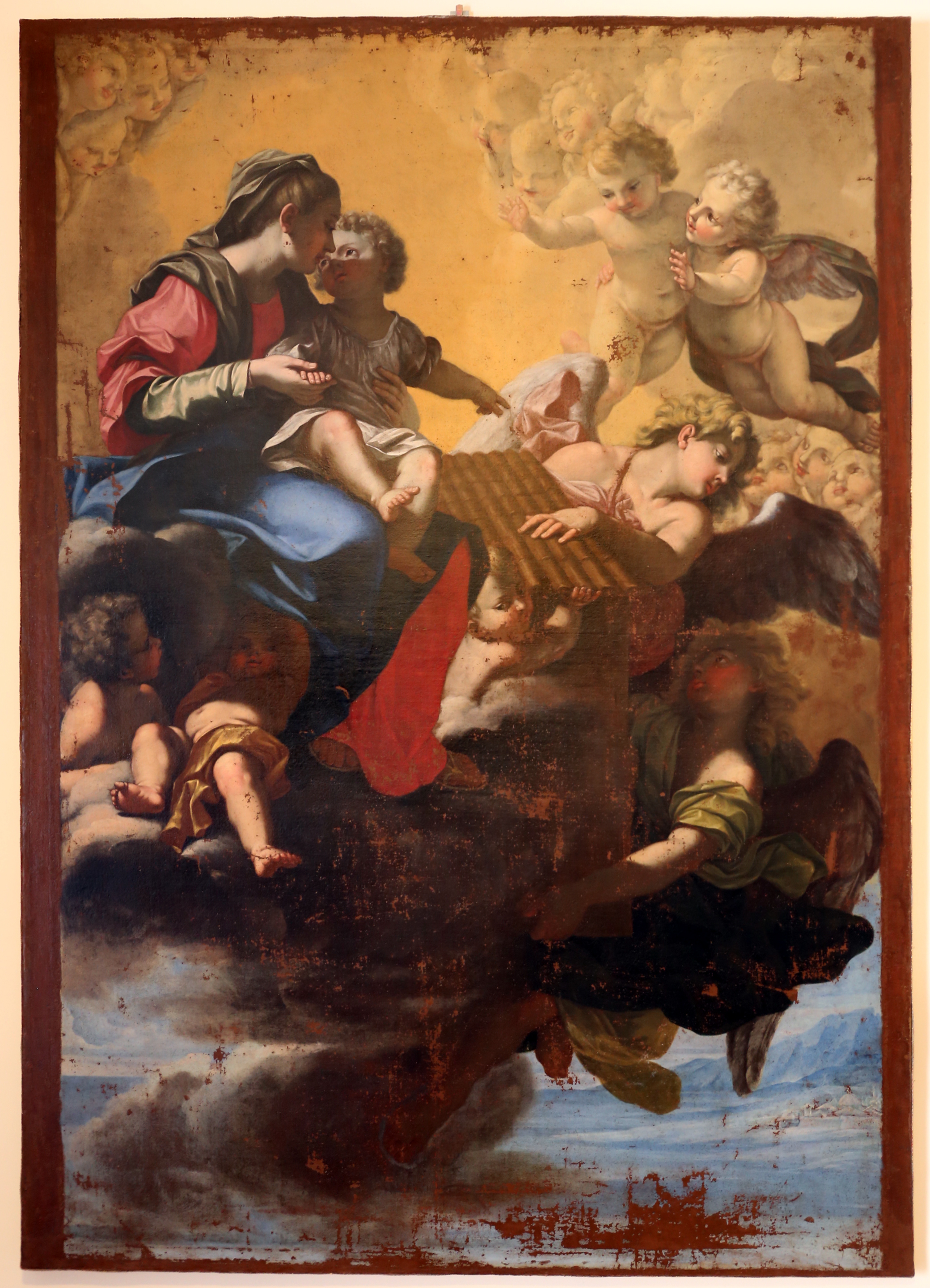
Le Transport de la Sainte Maison de Lorette, Musée Del Colle del Duomo, Viterbe.

Pour la même église de Civitella, Mazzanti réalisa également la Vierge avec l’Enfant et les SS. Callisto papa, Gregorio Ludovico di Tolosa et Lucia. Le tableau, exemple de rococo romain, apparaît comme l’un des plus significatifs dans le répertoire du peintre pour la richesse inventive des éléments de composition et pour l’harmonie de la réalisation (ibid.). A Civitella sont en outre attribués au Mazzanti deux peintures représentant Saint Bernardin de Sienne et Saint Nicolas de Bari dans l’oratoire Santa Maria delle Grazie.
Parmi les dernières œuvres du peintre figure San Giuseppe da Copertino in estasi (1767), commandé par la famille Sinibaldi pour le sanctuaire d’Osimo.
Dans la dernière période de sa vie, Mazzanti fut contraint pour des raisons de santé à une inactivité forcée. À ce stade, ne pouvant faire face aux engagements pris, il sollicita la collaboration d’autres peintres, comme Filippo Naldini et Pietro Angeletti.
Lodovico Mazzanti mourut le 29 août 1775 à Viterbe, où il passa les dernières années de sa vie, et où il fut enterré en l’église des Augustins déchaussés

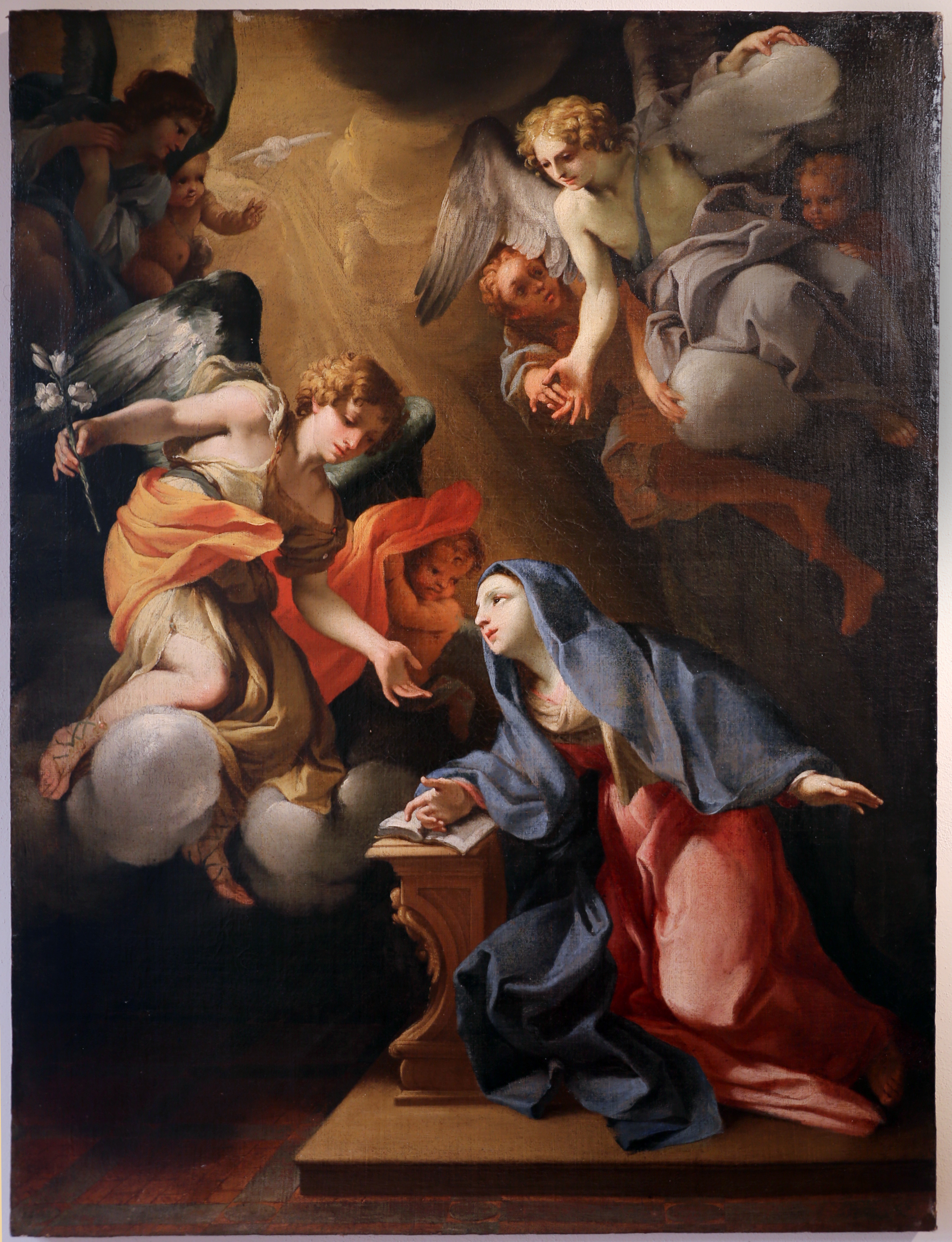
L'Annonciation de Viterbe, env.1750. Museo del Colle del Duomo, Viterbe
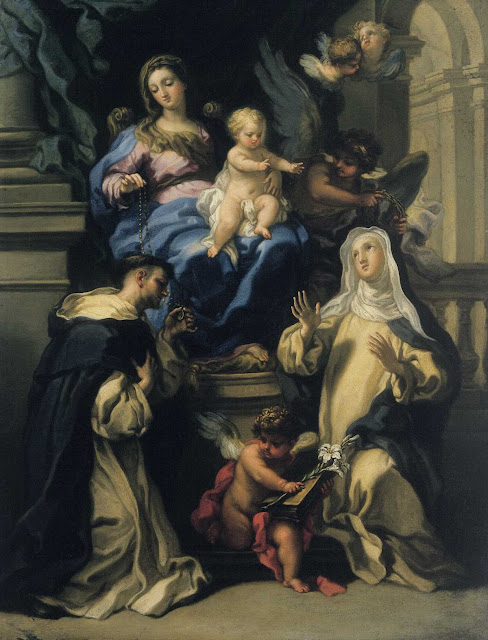
Madone du Rosaire avec saint Dominique et sainte Catherine de Sienne, env.1720, Musée d’Art d’Olomouc en Tchéquie

## Source
- (it) Cet article est partiellement ou en totalité issu de l’article de Wikipédia en italien intitulé « Ludovico Mazzanti » (voir la liste des auteurs).